# Dunajec
Dunajec je řeka v jižním Polsku. Od roku 1518 tvoří částečně státní hranici mezi měnícími se státními útvary. Od roku 1993 je to hranice Polska se Slovenskem a to v úseku od Lysé nad Dunajcem (Spišská Stará Ves) až po soutok s Lesnickým potokem. Poté pokračuje na svém toku Polskem. Je to pravostranný přítok Visly. Dunajec je typickou horskou řekou s proměnlivým stavem průtoku vody. Patří mezi nejčistší řeky střední Evropy.

## Průběh toku
Dunajec vzniká soutokem řek Bílého a Černého Dunajce pod severními svahy Vysokých Tater nedaleko Nowého Targu.
Od Nového Targu teče řeka východním směrem, zprava postupně přibírá na polském území Lesnici, Bialku a Kacwin (Osturniansky potok). U obce Debno ústí do nádrže Jezioro Czorsztynskie, protéká rozhraním polské Spiše a severní Spiše. Územím Slovenska protéká v délce 17 km, tvoří slovensko-polskou hranici od Lysé nad Dunajcem po Lesnici. Od obce Lysá nad Dunajcem teče na krátkém úseku na východ, protéká severně od města Spišská Stará Ves, kde přibírá přítok Rieka zprava, vytváří velký meandr. U obce Majere se opět stáčí na východ a vytváří velký říční ostrov. Dále zprava přibírá Jordanec, obloukem se u obce Lechnica stáčí na sever a zprava přibírá Havku.
U obce Červený Kláštor zprava přitéká říčka Lipník a Dunajec se velkým meandrem zařezává do vápencového masivu bradel Tri koruny, symbolu Pienin. Zde vytváří výraznou soutěsku zvanou Prielom Dunajca. Vzápětí se prudce stáčí na sever, vytváří další dva meandry. Teče kolem vrchu Holica (828,1 m n. m.). Zde pod bradly Sedm Mnichů je také tok Dunajce nejprudší. Po průtoku dalším meandrem přibírá zprava Lesnický potok a opouští území Slovenska směrem na sever k polské obci Kroscienko. V bradlovém pásmu v Polsku se stáčí na severozápad, ještě jednou se prodírá přes pásmo Gorcov do Nowosacké kotliny. V ní se spojuje se svým největším přítokem, řekou Poprad a po dalším čtyřicetikilometrovém úseku v Sandomežské kotlině se u obce Opatowiec vlévá do Visly.

### Přítoky
- zprava – Lesnica, Biela voda, Osturniansky potok (Kacwin), Jordanec, Rieka, Lipník, Lesnický potok, Grajcarek, Poprad, Kamienica Nawojowska, Biała
- zleva – Krosnica, Ochotnicki Potok, Kamienica, Łososina

## Osídlení
Dunajec protéká následujícími městy a vesnicemi:
- Bílý Dunajec – Zakopane, Poronin, Bialy Dunajec, Szaflary, Nowy Targ,
- Černý Dunajec – Koscielisko, Witów, Chocholów, Podczerwone, Czarny Dunajec, Ludzmierz, Nowy Targ
- vlastní Dunajec – Nowy Targ, Waksmund, Lopuszna, Debno, Frydman, Kluszkowce, Czorsztyn, Sromowce Wyzne, Spišská Stará Ves, Majere, Lechnica, Sromowce Nizne, Červený Kláštor, Lesnica, Kroscienko nad Dunajcem, Łącko, Stary Sacz, Nowy Sącz, Grodek nad Dunajcem, Czchow, Zakliczyn, Wojnicz, Tarnów, Zabno

## Historie
Už od pradávna byl Dunajec považován za důležitou dopravní cestu. Už v 2. století procházela přes Pieniny stezka řeckých a římských obchodníků za jantarem k Baltu. Tuto oblast tehdy obývali galští Keltové. Po nich přišli Germáni a Slované, kteří využívali Dunajec pro přepravu zboží a osob do oblasti Visly a k Baltickému moři. Tato cesta lemující Dunajec byla zrekonstruována v letech 1908 až 1917. Její novodobý název je Soľná cesta.

## Využití

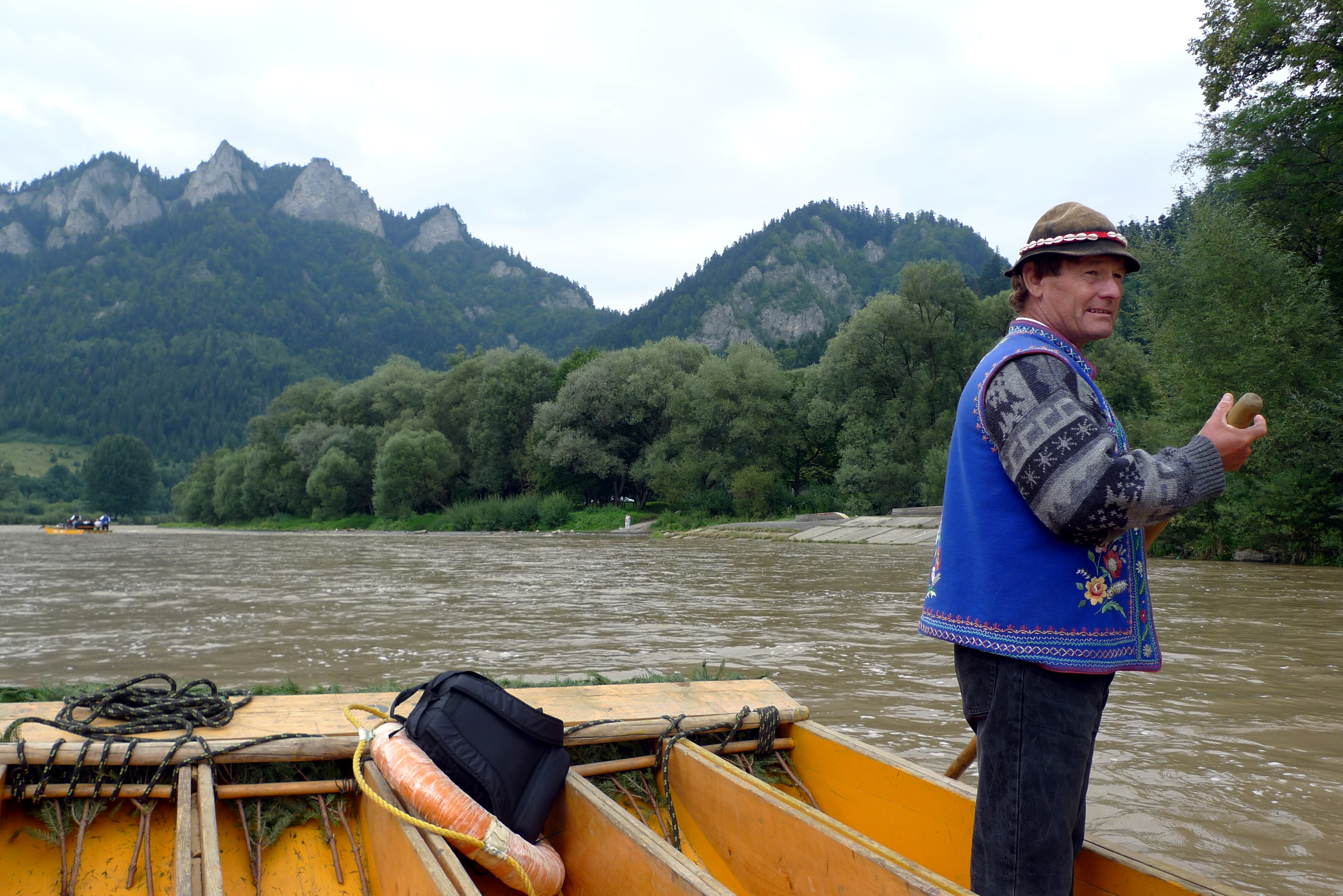
Plavba na voru po řece Dunajec

Polsko v roce 1997 postavilo na horním toku Dunajce vodní elektrárnu Czorsztyń a vyrovnávací nádrž Niedzica. Elektrárna Czorstyń má 2 turbíny s instalovaným výkonem 90 MW, výšku hráze 56 m, šířku koruny hráze 404 metrů. Czorstynské „jezero“ má povrch 10,5 km², maximální hloubku 50 m. Elektrárna zabezpečuje mimo výroby elektrické energie i zlepšování průtoků pro plavbu vorů Prielomem Dunajca během sušších období.
Místní turistickou atrakcí je plavení vorů (pltí) na řece. Plavba začíná na polské straně v obci Stromowce Wysne, končí v městečku Kroscienko nad Dunajcem. Na slovenské straně je možné po Dunajci plout na voru z obce Majere nebo Červený Kláštor až do Lesnice. Zde plavba končí asi 200 metrů za ústím Lesnického potoka. Nedaleko je turistický hraniční přechod do Polska pro pěší a cykloturisty.

### Splavnost
Dunajec je splavný od soutoku Dunajců v Nowém Targu (min. doporučený vodočet v Nowém Targu pod skálou je 240 cm) až po ústí. Pod přehradou má většinou ustálený vodní stav (cca 30 m³/s). Až do Kroscienka je podle stupnice obtížnosti řek stupeň „WW I+“, dále nižší „ZWC“ a „ZWA“. Vodácky zajímavý úsek je hlavně z Czorstyna/Lysé do Krosienka/Lesnice.